# Вынэторь де мунте
Вынэторь де мунте (рум. Vânători de munte, букв. «горные охотники») — элитные горнострелковые войска современных сухопутных войск Румынии. Принимали участие во всех военных конфликтах Румынии XX и XXI века. В советской военной литературе именовался горнострелковым корпусом.

## История

### Первая мировая война и межвоенный период

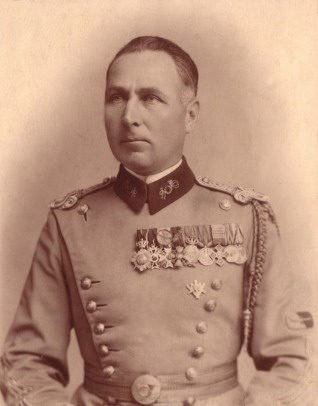
Майор полка горных стрелков «Принц Кэрол» (впоследствии генерал) Л. Мочульски в парадном мундире после награждения в 1919 году

Во время Первой мировой войны 3 ноября 1916 года созданы как независимый армейский корпус  и начали действовать в 1917 году под названием Корпул де мунте, первоначально в составе одного батальона.
Боевое крещение состоялось 11 августа 1917 года в ходе сражений при Чирешоайе и холме Кошна под командованием майора Вирджила Бэдулеску. Роты часто сражались в штыковую и наступление противника было остановлено. Горные охотники сражались в Тыргу-Окне , Чирешоайе, Вранчану и Ойтузе, где в 1917 году одержали победу. Позже батальон, который восстанавливался в гарнизонах Тыргу-Нямц, был преобразован в полк горных стрелков «Принц Кэрол».

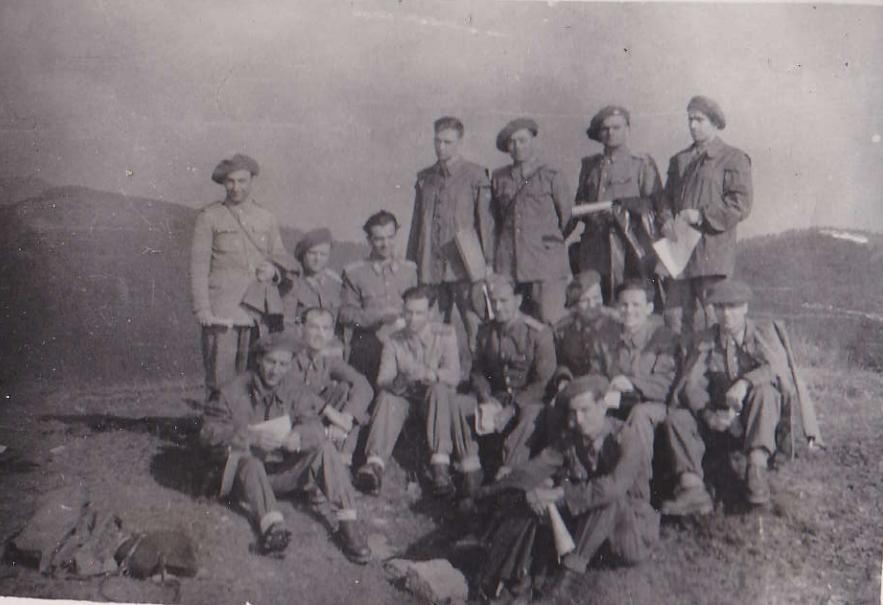
Форма румынских горных стрелков предвоенного образца

Участвовал в Румынско-венгерской войне 1919 года.
Позднее корпус имел дивизионную структуру, в 1930 годах вернулся к бригадной.
К началу Второй мировой войны корпус состоял из 1-й, 2-й, 3-й и 4-й горнострелковых бригад каждая шестибатальонного состава, с двумя артдивизионами 75-мм горных пушек и горно-пионерским (сапёрным) батальоном. Имелся кавалерийский батальон и госпитальная рота корпусного подчинения. Батальон румынских горных стрелков имел три стрелковые и одну пулемётно-миномётную роту. Отличительной частью обмундирования румынских горных стрелков был и остаётся берет.

### Вторая мировая война
Корпус горных стрелков принимал участие в освобождении северной Буковины (операция Мюнхен) (в советской историографии именуется Приграничные сражения в Молдавии) в 1941 году, а 9 июля провинция была занята немецко-румынскими войсками. После Буковины корпус участвовал в боевых действиях на юге Украине до октября 1941 года.
Подразделения Вынэторь де мунте под командованием генерала Георге Аврамеску участвовали во Второй мировой войне на Восточном фронте в составе 3-й и 4-й армии в том числе во время вторжения в Крым, осады Севастополя и битвы за Крым (в оперативном подчинении немецкой 11-й армии Э. фон Манштейна), битве за Кавказ и Сталинградской битвы.
В течение 1941—1944 годов части корпуса вплоть до дивизии широко применялись против партизанского движения Крыма.
15 марта 1942 года румынские горнострелковые бригады были преобразованы в горнострелковые дивизии. 6 июля 1942 года 2-я румынская горнострелковая дивизия была оперативно подчинена немецким армиям, действовавшим на Кавказе. Решительно действовала 2-я горнострелковая дивизия в боях за город Владикавказ, когда она деблокировала немецкие танковые части, попавшие в оперативное окружение. При захвате Нальчика взяла в плен до 3000 советских военнослужащих.

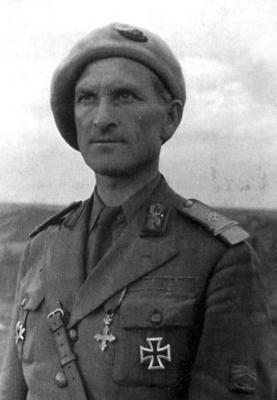
Генерал И. Думитраке после награждения

За успешное ведение боевых действий практически все командиры подразделения получили Рыцарский крест Железного креста, а генерал Михай Ласкар стал первым иностранцем, получившим Дубовые листья 22 ноября 1942 года. Самым большим достижением Вынэторь де мунте стал захват Нальчика 2 ноября 1942 года, самого дальнего населённого пункта на пути продвижения войск стран «оси» на Кавказ. За эту военную победу румынский бригадный генерал Иону Думитраке был награжден Рыцарским крестом Железного креста. 
После Сталинградской битвы сильно потрёпанная 18-я пехотная дивизия была преобразована в 18-ю горнострелковую дивизию.  Его полки были переименованы в горные группы (18-я, 90-я и 92-я), а батальоны получили номера с 27-го по35-й. Осенью 1943 года 1-я, 2-я и 3-я горнострелковые дивизии отступили в Крым и находились в оперативном подчинении немецкой 17-й армии генерала Э. Йенеке, а 4-я горнострелковая дивизия была объединена с 24-й пехотной дивизией в 4/24-ю пехотную дивизию.
Командовал корпусом в Крыму корпусной генерал Гуго Шваб.
В результате советской Крымской наступательной операции в апреле 1944 года немецко-румынский фронт был прорван и откатывался к Севастополю. Уже 14 апреля румыны начали эвакуацию своих частей из города в рамках операции «60 000», к маю 1944 года они смогли вывезти 60% горных войск из Крыма. Из них были сформированы 101-я, 102-я, 103-я и 104-я горнострелковые бригады уменьшенного состава. В каждом из них было 4 батальона, одна 120-мм минометная рота, 2 дивизиона горных орудий (в первом 8 горных 75-мм гаубиц и 2 20-мм зенитных пулемета, во втором 4 х 100-мм горных гаубицы) и рабочий взвод. 
После государственного переворота 23 августа 1944 года и перехода королевства на сторону коалиции подразделения корпуса воевали на стороне СССР, в том числе в Татрах. Осень 1944 года горнострелковые части 1-й и 4-й дивизий пополнили 2-ю и 3-ю, а сами были расформированы, 18-я горнострелковая дивизия снова стала пехотной.
В результате операций на восточном фронте в боях погибло 74 208 горных охотников. Из них 2378 офицеров, 1830 унтер-офицеров и 70 000 солдат.
Советские представители Союзной контрольной комиссии в Румынии требовали суда над командованием горных стрелков за действия на оккупированной советской территории. Генерал Леонард Мочульски был арестован по обвинениям в военных преступления как и его сослуживцы по горнострелковому корпусу генералы Петре Думитреску и Ион Думитраке. Из-за отсутствия доказательств Народный суд освободил Леонарда Мочульски от наказаний за действия, предусмотренные статьёй 2 пункта D закона № 312/1945.

### Социалистическая Республика Румыния
После войны подразделени корпуса в 1946-1961 годах неоднократно реорганизовывались. 14 апреля 1961 года было расформировано последнее из существующих соединений — 2-я бригада. Однако 14 октября 1964 года она была воссоздана. Первоначально бригада базировалась в Бая-Маре, 1 ноября 1964 года штаб был переведен в Брашов. В следующие пять лет были воссозданы бригады; 1-я Bistriza, 4-я Curtea de Argeș и 5-я Alba-Julia.

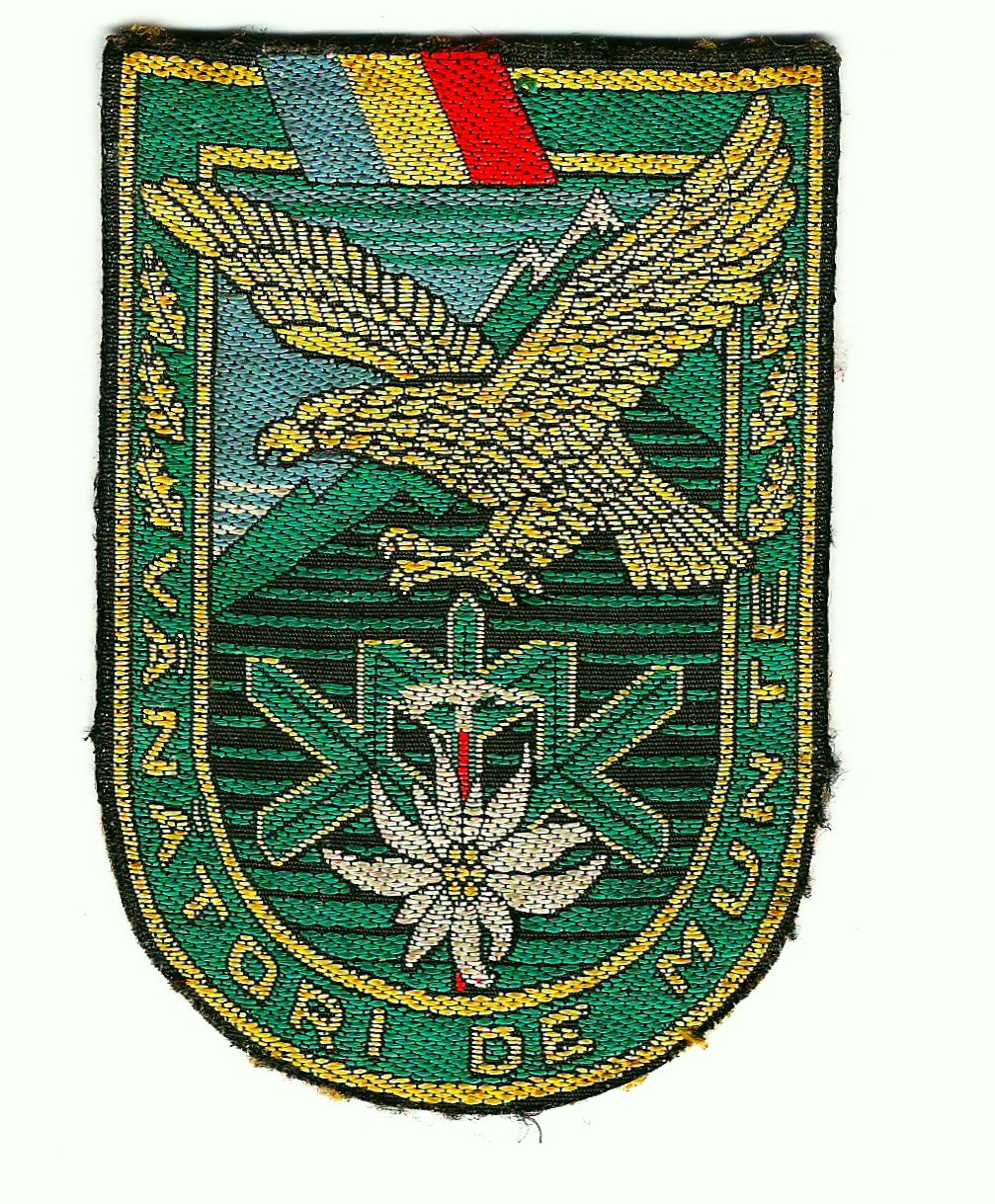
Нарукавная эмблема корпуса

### После 1990 года и по настоящее время
После Румынской революции 1989 года были созданы 7-я бригада Петрошани и 61-я бригада. После некоторых реорганизаций в настоящее время действуют только 2-я и 61-я бригады.
В настоящее время действуют две бригады, одна подчиняется 1-й пехотной дивизии (2-я бригада горных войск «Сармизегетуза»), а другая подчиняется 4-й пехотной дивизии (61-я бригада горных войск). Подразделения горнострелковых войск участвовали в войне в Ираке и войне в Афганистане.

## Действующая структура
Румынские сухопутные войска в настоящее время имеют две действующие бригады горных охотников:

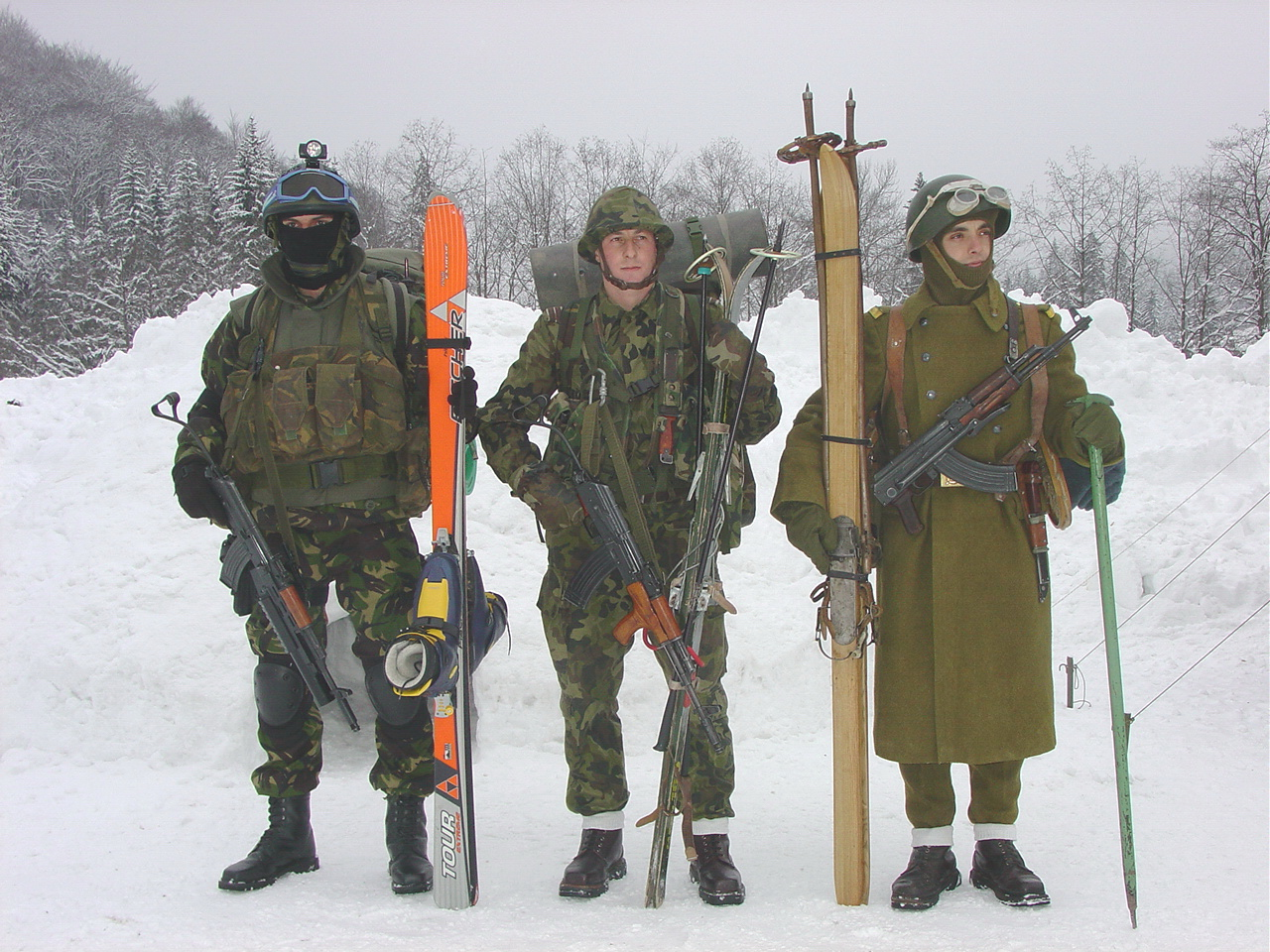
Штатное обмундирование и вооружение румынских горных стрелков образца 2010, 2000 и 1990 годов.

- Штатное обмундирование и вооружение румынских горных стрелков образца 2010, 2000 и 1990 годов.2-я бригада Сармизегетуза, Брашов (в подчинении 1-й пехотной дивизии «Дачика»)
  - 21-й батальон горных охотников «Генерал Леонард Мочульский», Предял
  - 30-й батальон горных охотников "Драгославеле", Кымпулунг
  - 33-й батальон горных охотников "Посада" , Куртя-де-Арджеш
  - 206-я артиллерийский дивизион, Гимбав
  - 228-й дивизон ПВО  «Пятра Краюлуй», Брашов
  - 229-й батальон тылового обеспечения

- 61-я бригада «Генерал Вирджил Бэдулеску», Меркуря-Чук (в подчинении 4-й пехотной дивизии «Гемина» )
  - 17-й батальон горных охотников Драгош-Водэ, Ватра-Дорней
  - 22-й батальон горных охотников "Чирешоая", Сфынту-Георге
  - 24-й батальон горных охотников «Генерал Георге Аврамеску», Меркуря-Чук
  - 26-й батальон горных охотников "Аврам Янку", Брад
  - 385-я артиллерийский дивизион «Янку де Хунедоара»
  - 468-й дивизион  ПВО "Trotuș”
  - 435 батальон тылового обеспечения "Ciuc"